# Революция, которой не было
Революция, которой не было (фин. Vallankumous, jota ei tullut) — документальный фильм, снятый в 2008 году режиссёром Алёной Полуниной о Национал-большевистской партии и Маршах несогласных.

## Сюжет
Этот фильм рассказывает о событиях Марша несогласных и жизни национал-большевиков. Это история одного из лидеров НБП Анатолия Тишина, его сына Григория Тишина и Андрея Дмитриева.

## Призы и награды
- 2009 — национальная премия «Лавровая ветвь» за «лучший авторский неигровой фильм (АРТ фильм) на кинопленке или видео»[3][4]